# Gesamtanlage Historischer Ortskern Bieber

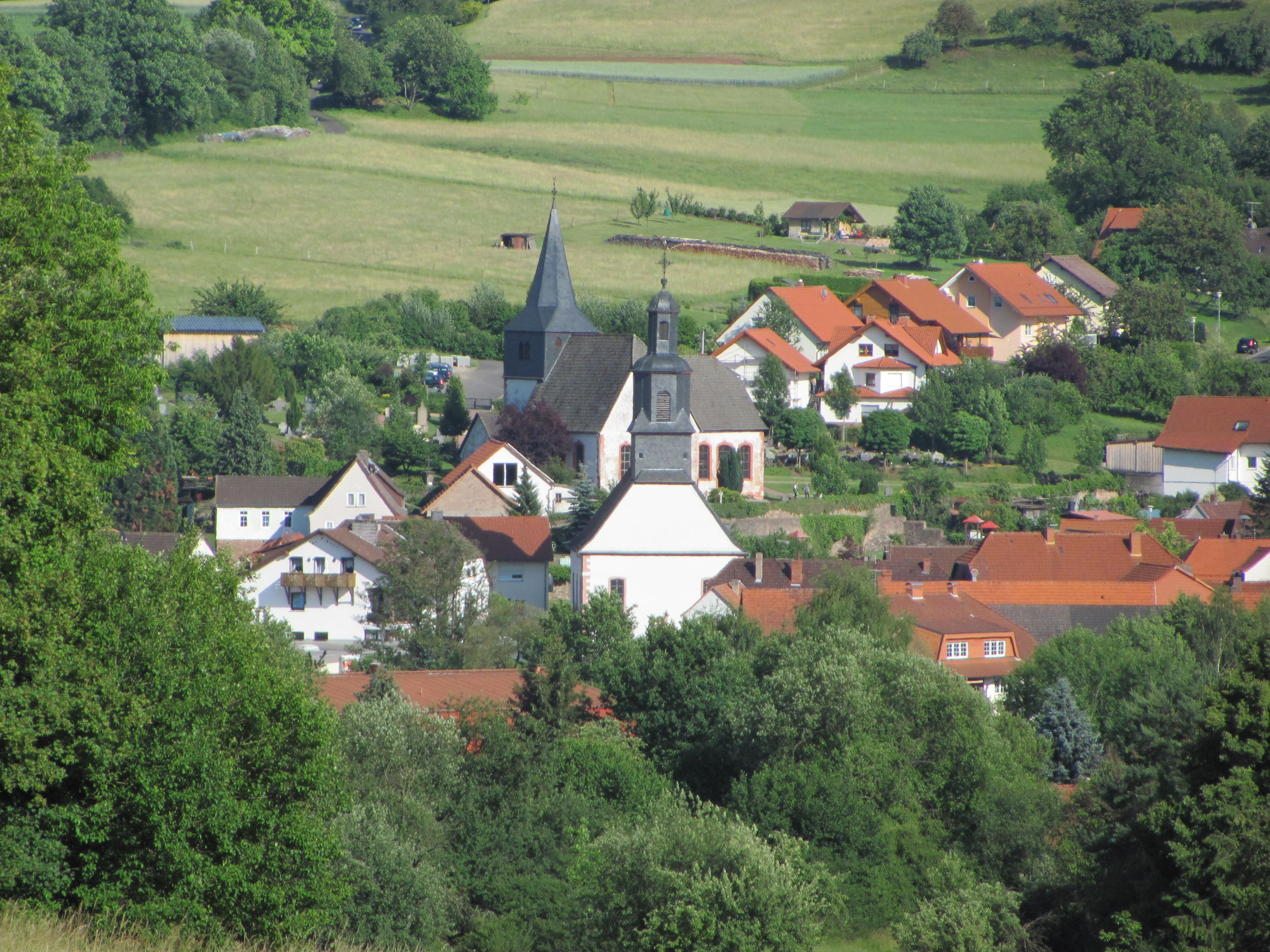
Ortskern von Bieber mit Oberer Kirche (hinten) und Unterer Kirche

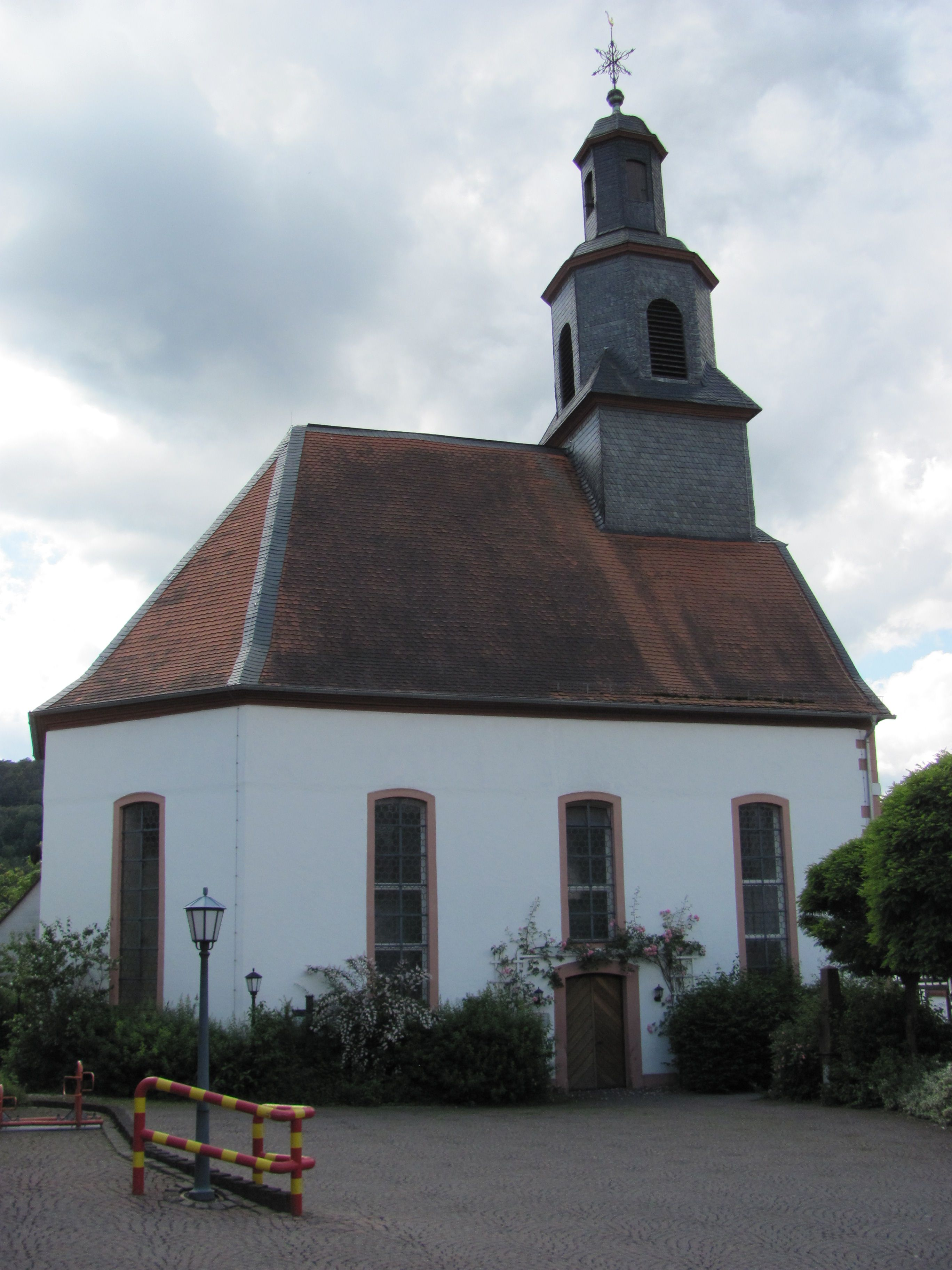
Untere Kirche in Bieber

Die Gesamtanlage Historischer Ortskern in Bieber, einem Ortsteil der Gemeinde Biebergemünd im osthessischen Main-Kinzig-Kreis, ist eine Gesamtanlage, die als Kulturdenkmal geschützt ist.
Der Ort zieht sich im Wesentlichen im Tal der Bieber nach Osten. Hier ist der Bereich von landwirtschaftlichen Anwesen geprägt. Entlang des Schwarzbachtales siedelten sich die Hüttenarbeiter an, die in eng verschachtelten Häusern auf verwinkelten Grundstücken lebten.
Das Zentrum des Ortes besteht aus Verwaltungsgebäuden wie Gericht, Forsthof mit Gefängnis, ehemaligem Bergamt sowie dem Gasthaus mit großen Nebengebäuden. Hier stand auch die ehemalige Zehntscheune. Zum Ortsmittelpunkt gehört auch die reformierte Kirche, die am Schnittpunkt der beiden Siedlungsschwerpunkte steht.
Die dörfliche Struktur des Straßendorfes ist noch weitgehend ungestört erhalten.

## Einzelbauwerke
Siehe auch: Liste der Kulturdenkmäler in Bieber
Zur Gesamtanlage zählen folgende Gebäude:
- Am Bilzeberg: Nr. 1, 3, 5
- Am Pflaster: Nr. 1, 3, 5, 7, 9, 11, 13 (Scheune), 15, 17, 19, 21, 23, 25, 27, 29, 37, 39, 41, 43, 45, 47, 51 und Nr. 2, 4–6, 8, 10 (Vorbau), 12 (Evangelische Kirche), 14, 18, 20, 22, 24, 26
- Am Römerberg: Nr. 1, 3, 5 und 2, 4, 6
- Bahnhofstraße: Nr. 7, 9, 11, 13, 15 und 2, 4
- Büchelbach: Nr. 2, 3, 4
- Mühlstraße: 1, 3, 5, 7, 9, 11, 13, 15, 21 und 2, 4, 6, 8, 10, 12, 14, 16, 20, 22, 24
- Orber Straße: Nr. 1
- Schmelzweg: Nr. 1
- Schulstraße: Nr. 7 (Katholische Kirche Mariä Geburt)
- Schwarzbachgasse: Nr. 3, 5 und 2, 4, 6